# Lehtosaari (ö i Norra Karelen, Pielisen Karjala, lat 63,41, long 29,39)
Lehtosaari är en ö i Finland. Den ligger i sjön Pielisjärvi och i kommunen Nurmes i den ekonomiska regionen  Pielinen-Karelen  och landskapet Norra Karelen, i den centrala delen av landet, 400 km nordost om huvudstaden Helsingfors. Öns area är 5,6 hektar och dess största längd är 430 meter i sydöst-nordvästlig riktning.